# Родак Іван
Родак Іван (нар. 1921 р.) — український і словацький письменник, журналіст. Член Спілки словацьких журналістів (1950).

## З біографії
Народ. 29 серпня 1921 р. у с. Сорочині Свидницького округу (Словаччина). Після
восьмирічної школи продовжив навчання в торговельному підприємстві «Пчела» (Прага). Від 1952 р. — працівник редакції газети «Нове життя». Друкувався в газеті «Нове життя», журналах «Дружно вперед», «Дукля», різних збірниках.

## Творчість
Автор п'єси «Кам'яні серця» (1956), збірок гумористичних оповідань «Дашто за дашто» (1968), «Між людьми» (1974), «Чорт не спить» (1977) та інших творів. Частину з них написав лемківським діалектом.